# 48. ceremonia wręczenia Złotych Globów
Złote Globy za rok 1990 przyznano 19 stycznia 1991 r. w Beverly Hilton Hotel w Los Angeles.
Nagrodę im. Cecila B. DeMille za całokształt twórczości otrzymał Jack Lemmon.
Laureaci:

## Kino

### Najlepszy film dramatyczny
Tańczący z wilkami, reż. Kevin Costner
nominacje:
- Avalon, reż. Barry Levinson
- Ojciec chrzestny III, reż. Francis Ford Coppola
- Chłopcy z ferajny, reż. Martin Scorsese
- Druga prawda, reż. Barbet Schroeder

### Najlepsza komedia/musical
Zielona karta, reż. Peter Weir
nominacje:
- Dick Tracy, reż. Warren Beatty
- Uwierz w ducha, reż. Jerry Zucker
- Kevin sam w domu, reż. Chris Columbus
- Pretty Woman, reż. Garry Marshall

### Najlepszy aktor dramatyczny
Jeremy Irons – Druga prawda
nominacje:
- Robin Williams – Przebudzenia
- Kevin Costner – Tańczący z wilkami
- Richard Harris – Pole
- Al Pacino – Ojciec chrzestny III

### Najlepsza aktorka dramatyczna
Kathy Bates – Misery
nominacje:
- Anjelica Huston – Naciągacze
- Joanne Woodward – Pan i Pani Bridge
- Michelle Pfeiffer – Wydział Rosja
- Susan Sarandon – Biały pałac

### Najlepszy aktor w komedii/musicalu
Gérard Depardieu – Zielona karta
nominacje:
- Johnny Depp – Edward Nożycoręki
- Patrick Swayze – Uwierz w ducha
- Macaulay Culkin – Kevin sam w domu
- Richard Gere – Pretty Woman

### Najlepsza aktorka w komedii/musicalu
Julia Roberts – Pretty Woman
nominacje:
- Mia Farrow – Alicja
- Demi Moore – Uwierz w ducha
- Andie MacDowell – Zielona karta
- Meryl Streep – Pocztówki znad krawędzi

### Najlepszy aktor drugoplanowy
Bruce Davison – Długoletni przyjaciele
nominacje:
- Al Pacino – Dick Tracy
- Andy García – Ojciec chrzestny III
- Joe Pesci – Chłopcy z ferajny
- Héctor Elizondo – Pretty Woman
- Armand Assante – Pytania i odpowiedzi

### Najlepsza aktorka drugoplanowa
Whoopi Goldberg – Uwierz w ducha
nominacje:
- Mary McDonnell – Tańczący z wilkami
- Lorraine Bracco – Chłopcy z ferajny
- Winona Ryder – Syreny
- Shirley MacLaine – Pocztówki znad krawędzi
- Diane Ladd – Dzikość serca

### Najlepsza reżyseria
Kevin Costner – Tańczący z wilkami
nominacje:
- Francis Ford Coppola – Ojciec chrzestny III
- Martin Scorsese – Chłopcy z ferajny
- Barbet Schroeder – Druga prawda
- Bernardo Bertolucci – Pod osłoną nieba

### Najlepszy scenariusz
Michael Blake – Tańczący z wilkami
nominacje:
- Barry Levinson – Avalon
- Francis Ford Coppola, Mario Puzo – Ojciec chrzestny III
- Nicholas Pileggi, Martin Scorsese – Chłopcy z ferajny
- Nicholas Kazan – Druga prawda

### Najlepsza muzyka
Ryūichi Sakamoto, Richard Horowitz – Pod osłoną nieba
nominacje:
- Randy Newman – Avalon
- John Barry – Tańczący z wilkami
- Carmine Coppola – Ojciec chrzestny III
- Dave Grusin – Hawana

### Najlepsza piosenka
„Blaze of Glory” – Młode strzelby II – muzyka i słowa: Jon Bon Jovi
nominacje:
- „Sooner or Later (I Always Get My Man)” – Dick Tracy – muzyka i słowa: Stephen Sondheim
- „What Can You Lose?” – Dick Tracy – muzyka i słowa: Stephen Sondheim
- „Promise Me You'll Remember” – Ojciec chrzestny III – muzyka: Carmine Coppola; słowa: John Bettis
- „I’m Checkin' Out” – Pocztówki znad krawędzi – muzyka i słowa: Shel Silverstein

### Najlepszy film zagraniczny
Cyrano de Bergerac, reż. Jean-Paul Rappeneau (Francja)
nominacje:
- Sny, reż. Akira Kurosawa (Japonia)
- Requiem dla Dominika, reż. Robert Dornhelm (Austria)
- Okropna dziewczyna, reż. Michael Verhoeven (Niemcy)
- Taxi blues, reż. Pawieł Łungin (ZSRR)